# Kraß, Großkirchheim
Kraß je naselje v Občini Großkirchheim v Okraju Špital ob Dravi  na Koroškem v Avstriji.